# 维克托里安·萨尔杜

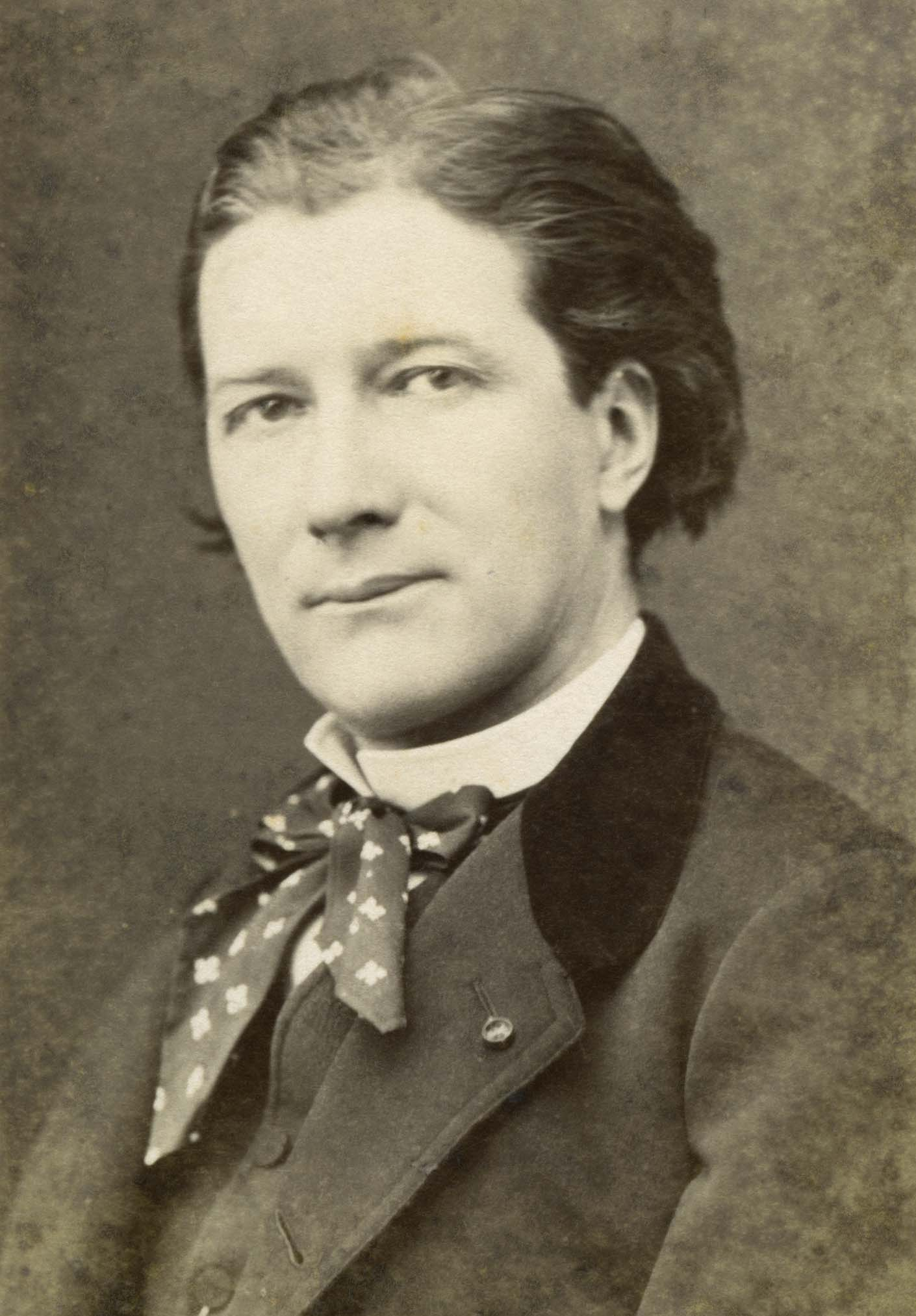
萨尔杜

维克托里安·萨尔杜（法語：Victorien Sardou，1831年9月5日—1908年11月8日），法国剧作家。
萨尔杜最初的成功源于为女演员维尔日妮·德雅泽（Virginie Déjazet）创作的作品。他一生共写有几十部剧本，师承欧仁·斯克里布（Eugène Scribe）的佳构剧传统。其知名作品包括《潦草的小字》（Les Pattes de mouche，1860年）、《费朵拉》（Fédora，1882年）、《托斯卡》（1887年）等。此外，他还写过大量轻松喜剧。1877年当选为法兰西学术院院士。